# هاونیاز
هاونیاز نام آخرین آلبوم رسمی با آهنگ‌سازی و نوازندگی کیهان کلهر و خوانندگی آینور دوغان، خواننده و موسیقیدان زن کرد اهل کشور ترکیه است.

## درباره آلبوم
این آلبوم براساس موسیقی فولکلور کُردی، با گویش کرمانجی با صدای آینور دوغان و آهنگ‌سازی و نوازندگی شاه‌کمان توسط کیهان کلهر، همچنین سلمان قمبرف (Salman Gambarov) نوازنده اهل آذربایجان  با پیانو و جمیل گوچگیری (Cemil Qocgiri) نوازنده کرد   با تنبور نوازی در این اثر مشارکت کرده‌اند. هاونیاز برگرفته از لغتی در زبان کردی به معنی 'با هم بودن' با 'برای یکدیگر' است. 

## انتشار
این آلبوم در ایران منتشر شده است.  
1.Delale   
2.Rewend    
3.Xidire min    
4.Malan barkir-berivane    
5.Ehmedo-ez reben im